# Homalium planiflorum
Homalium planiflorum är en videväxtart som först beskrevs av Boiv. och Louis René Tulasne, och fick sitt nu gällande namn av Henri Ernest Baillon. Homalium planiflorum ingår i släktet Homalium och familjen videväxter. Inga underarter finns listade i Catalogue of Life.